# Utile Motor Manufacturing
Utile Motor Manufacturing Co. Ltd. war ein britischer Hersteller von Automobilen.

## Unternehmensgeschichte
Das Unternehmen aus London begann 1904 mit der Produktion von Automobilen. Der Markenname lautete Utile. Im gleichen Jahr endete die Produktion.

## Fahrzeuge
Im Angebot stand nur ein Modell. Ein Einzylindermotor mit 8 PS Leistung trieb das Fahrzeug an. Die offene Karosserie bot Platz für zwei Personen.